# Velisti per caso
Velisti per caso è stata una trasmissione di Syusy Blady e Patrizio Roversi per Rai 3.

## L'avventura di Adriatica
Il programma televisivo prende spunto dal viaggio intorno al mondo fatto con una barca a vela, chiamata Adriatica.
Le varie tappe del viaggio ospitano sulla barca personaggi famosi (tra gli altri Cino Ricci, Giobbe Covatta, David Riondino, i Lùnapop, Giorgio Comaschi, Gerry Scotti, Vito, Natasha Stefanenko) e mostrano gli angoli più belli del mondo.

## Episodi trasmessi in TV

### Prima Stagione
- 1ª puntata: in onda 04-02-02

La storia della formazione velistica di Patrizio e Syusy e della nascita della barca. Una storia lunga due anni: dal concepimento del sogno in Polinesia alla partenza per l'Atlantico. In mezzo c'è la scelta della barca, ci sono la discussione su come rimetterla a posto, la ricerca dello sponsor e i dubbi sulla rotta da seguire. Infine il varo, la festa, la partenza.
- 2ª puntata: in onda 08-04-02

Dalla partenza da Gibilterra, con il capitano d`eccezione Cino Ricci, che si ritrova a dover formare un equipaggio che per la metà non è mai stato in barca e con un sofferente Patrizio Roversi in preda al mal di mare, fino alle Canarie dove Syusy è in attesa dell`arrivo della barca. Dopo una breve sosta alle Canarie l'Adriatica salpa per affrontare l'Oceano Atlantico. Dopo 16 giorni in mare finalmente l'arrivo ai Caraibi. Ad aspettare l'equipaggio di Adriatica ci sono Cesare Cremonini e Ballo dei Lùnapop. Cino Ricci, dopo la traversata e dopo aver impartito lezioni da vero marinaio alla ciurma, torna in Italia.
- 3ª puntata: in onda 24-06-02

Sbarcata all`Avana Syusy inizia l'avventuroso attraversamento dell`isola. Adriatica con i Lùnapop a bordo lascia Antigua e visita le Isole Vergini. Lasciate le Isole Vergini, il viaggio prosegue verso Cuba, ma un'avaria costringe Adriatica a riparare ad Haiti. Dopo questa sosta, Adriatica salpa alla volta di Santiago de Cuba: qui la famiglia Roversi si riunisce, i Lùnapop tornano in Italia e il viaggio ricomincia con il nuovo equipaggio.
- 4ª puntata: in onda 19-12-02

Materiale inedito girato soprattutto durante le esplorazioni a terra di Syusy e Zoe dal nord al sud di Cuba, in attesa di incontrarsi con Patrizio, in arrivo da sud, con Adriatica, al Porto di Santiago de Cuba. Oltre all'Avana, vedremo quindi la Cuba meno conosciuta di Santiago, la Cuba rurale di Nueva Gerona e i Cayos (le isolette a sud-ovest dell'isola). Patrizio e Syusy vengono travolti dalla musica cubana e da innumerevoli stili tradizionali di ballo.
Vedremo le immersioni con Deborah Andollo, la campionessa cubana primatista del mondo di immersioni in apnea. Il prossimo a imbracciare il timone di Adriatica sarà l'ammiraglio Giobbe Covatta, con tutta la famiglia a carico.
- 5ª puntata: in onda 02-01-03

Da Santiago de Cuba la barca dovrà affrontare alcune miglia che la separano dal Messico dove, si trova Giobbe Covatta in vacanza con tutta la sua famiglia. Esplorano i templi Maya immersi nella foresta della penisola dello Yucatán, la città di Mérida, le note piramidi di Chichén Itzá.
Nel frattempo, Pat, Syusy e Zoe, prima del volo di rientro, hanno modo di visitare l'Avana o meglio di ri-visitarla dopo 8 anni. Insieme alla famigliola, vedremo la casa destinata al comandante Ernesto Che Guevara, ma che egli rifiutò per rimanere fedele alla sua causa rivoluzionaria. Vedremo dove lavorava e da dove partiva per pescare l'americano che per più tempo visse, amò e scrisse di Cuba, Hemingway. E poi una gradita sorpresa nostrana: Pat e Syusy vengono invitati alla Festa dell'amicizia italo-cubana, dove c'è l'Orchestra Casadei, capitanata da Mirko, figlio di Raoul, ad animare la serata con mazurke cubane e salse romagnole!
- 6ª puntata: in onda 09-06-03

Suysy è nel paradiso naturalistico delle Galápagos e attende Adriatica insieme al biologo Junio Fabrizio Borsani. Patrizio vi approda assieme a Davide Riondino.
- 7ª puntata: in onda 26-01-03

Mentre Syusy è in Ecuador, vedremo Patrizio e Davide Riondino approdare nell'isola di Fatu Hiva per ammirare i Tiki, imponenti monoliti che costellano l'isola. Approdato a Hiva Oa Pat si cimenta anche con lo sport nazionale della Polinesia, la piroga.
Ad Atouna Pat si imbuca ad una festa molto invitante, e coglie l'occasione per improvvisare un'intervista al commissario dei Territori Francesi d'Oltremare. Pat e Davide vengono poi raggiunti dal famoso artista Marcello Jori; Sempre ad Atouna i nostri tre amici non potevano certo lasciarsi sfuggire la tomba di Jacques Brel, il celebre cantautore belga che trascorse i suoi ultimi anni sull'isola. Il viaggio riserva un colpo di scena: al momento di lasciare la Baia delle Vergini Adriatica si ribella ed entra in avaria. Ma il valoroso equipaggio si mobilita e riesce a risolvere il problema.
- 8ª puntata: in onda 06-07-03

Mentre Pat è ancora alle Marchesi il giro del mondo di Adriatica prosegue in Polinesia. Assieme a Syusy, Orso e alla moglie Orsa esploreremo le isole Tuamotu alla ricerca della location ideale del film. Sono i luoghi di Folco Quilici, il celebre realizzatore di documentari che hanno fatto sognare ad occhi aperti una generazione intera.
Con la scusa del film Syusy esplora l'isola in lungo e in largo, ma soprattutto si imbatte in persone davvero interessanti. Dopo aver conosciuto i ragazzi del collegio di Avatonu, a Tiputà vive l'emozione dell'incontro con un ex attore di Quilici.
- 9ª puntata: in onda 13-07-03

Pat, Syusy e Zoe proseguono il giro del mondo nelle isole Samoa, ma non sono soli: Adriatica viene infatti affiancata da Va' Pensiero, la barca guidata da Gigi e Irene. Come mai? Il motivo è che sono arrivati due nuovi ospiti: Gerry Scotti e il figlio Edoardo!
La truppa è alla scoperta delle Samoa occidentali, indipendenti dal 1962, rimaste quasi intatte soprattutto se paragonate alla parte governata dagli Stati Uniti.
- 10ª puntata: in onda 20-07-03

Pat, Syusy e Zoe sono a Tonga, nelle isole Vava'u. I tre si dedicano all'esplorazione dell'isola guidati da Alfredo Carafa, un medico pugliese trasferitosi là da 15 anni e perfettamente integrato nella realtà locale.
La ciurma di Adriatica si trasferisce poi sulla barca di Ongo, una guida locale che realizzerà il sogno di Zoe: vedere le balene. Assisteremo infatti ad un emozionante tête-à-tête con una magattera e il suo "piccolo" di una tonnellata!
Adriatica riprende la navigazione alla volta delle isole Figi, in Melanesia. Prima però fa tappa a Taveuni, isola caratterizzata da una forte presenza di immigrati indiani e da un bellissimo parco naturale. Il villaggio di Somo Somo sorprende invece per la straordinaria cordialità degli abitanti: la ciurma viene continuamente fermata per strada e invitata a scambiare due chiacchiere a casa dei locali!
- Il meglio di 1: in onda 24-07-03
- Il meglio di 2: in onda 31-07-03
- Il meglio di 3: in onda 04-08-03
- Il meglio di 4: in onda 05-08-03

### Seconda Stagione
- Prima puntata: in onda 11-07-04

Syusy è in Australia, mentre Patrizio è prima in Nuova Zelanda poi in Australia.
- Seconda puntata: In onda 18-07-04

Patrizio a Sydney e Byron Bay, Syusy a Coober Pedy e Ayers Rock.
- Terza puntata: In onda 25-07-04

Syusy visita il Kakadoo Park, Pat risale la barriera corallina ed esplora le isole Whitsunday. Patrizio e a Brisbane poi alla Barriera Corallina.
- Quarta puntata: In onda 01-08-04

Patrizio è a Bali e Syusy in Thailandia... Adriatica partecipa alla "Regata del Re"

### Terza Stagione
- Prima puntata: in onda 10-07-05

Ritroviamo Patrizio prima a Bali e poi a Ho Chi Minh City. Mentre Syusy è a Bangkok e in giro per la Thailandia.
- Seconda puntata: In onda 17-07-05

Syusy è in Cambogia. Patrizio si sposta da Ho Chi Minh City ad Hanoi
- Terza puntata: In onda 24-07-05

Patrizio e Syusy aspettano alle Maldive Adriatica che si sposta dalla Thailandia con a bordo Claudio Amendola e i suoi amici
- Quarta puntata: In onda 31-07-05

Patrizio insieme a David Riondino sono in Yemen, mentre Syusy è in Egitto

### Quarta Stagione
- Puntata unica: in onda 18-06-06

In questa puntata Patrizio (assieme a David Riondino) ha modo di raccontare la fine del suo viaggio in Yemen. Syusy invece naviga nell'alto Mar Rosso, tra Sharm el Sheikh e le coste del Sinai, in compagnia di Rolando Ravello e Valerio Mastandrea.

### Le tappe del viaggio

#### Prima Parte
- Marina di Ravenna - Gibilterra (13 gennaio 2002 - 30 gennaio 2002)
- Gibilterra - Canarie (4 febbraio 2002 - 9 febbraio 2002)
- Canarie - Antigua (Oceano Atlantico) (12 febbraio 2002 - 28 febbraio 2002)
- Antigua, Tortola, Isola della Vacca (Haiti) - Jardines de la Reina, Isola della Gioventù (Cuba) (1º marzo 2002 - 21 marzo 2002)
- Isola della Gioventù (Cuba) - Cancún (Messico) (22 marzo 2002 - 4 aprile 2002)
- Cancùn (Messico) - Colón (Panama) (6 aprile 2002 - 25 aprile 2002)
- Panama - Isola del Cocco (26 aprile 2002 - 4 maggio 2002)
- Isola del Cocco - Isole Galapagos (5 maggio 2002 - 16 maggio 2002)
- Isole Galapagos - Isole Marchesi (Oceano Pacifico) (17 maggio 2002 - 17 giugno 2002)
- Isole Marchesi - Tuamotu, Isole della Società, Isole Cook, Figi, Tonga (Samoa e Nuova Caledonia) (18 giugno 2002 - 10 settembre 2002)
- Nuova Caledonia - Auckland (Nuova Zelanda) (11 settembre 2002 - 10 ottobre 2002)

#### Seconda Parte
- Auckland (Nuova Zelanda) - Sydney (Australia) (15 aprile 2003 - 22/23 aprile 2003)
- Sydney (Australia) - Byron Bay (Australia) (30 aprile 2003 - 2 maggio 2003)
- Byron Bay (Australia) - Brisbane (Australia) (3 maggio 2003 - 4 maggio 2003)
- Brisbane (Australia) - Keppel Bay (Australia) (4 maggio 2003 - 12 maggio 2003)
- Keppel Bay (Australia) - Whitsunday Island (Australia) (13 maggio 2003 - 16 maggio 2003)
- Whitsunday Island (Australia) - Townsville (Australia) (16 maggio 2003 - 18 maggio 2003)
- Townsville (Australia) - Cairns (Australia) (19 maggio 2003 - 20 maggio 2003)
- Cairns (Australia) - Darwin (Australia) (20 giugno 2003 - 15 luglio 2003)
- Darwin (Australia) - Bali (Indonesia) (27 luglio 2003 - 10 agosto 2003)
- Bali (Asia) - Singapore (25 agosto 2003 - 1º settembre 2003)
- Singapore (Asia) - Phuket (Thailandia) (5 settembre 2003 - 15 settembre 2003)
- Phuket (Thailandia) - Maldive (febbraio 2004)
- Maldive - Yemen (marzo 2004)
- Yemen - Sharm el-Sheikh (Egitto) (aprile 2004)
- Sharm el-Sheikh (Egitto) - Suez (maggio 2004)
- Suez - Bari (maggio 2004)
- Bari - Marina di Ravenna (maggio 2004)

### Programmi correlati
- Turisti per caso
- Evoluti per caso
- Misteri per caso

### Protagonisti
- Patrizio Roversi
- Syusy Blady